# ثنائي ميثيلين ثلاثي اليوريا
ثنائي ميثيلين ثلاثي اليوريا (يُعرَف اختصارًا بـ DMTU) هو مركب عضوي له الصيغة (H 2 NC (O) NHCH 2 NH) 2 CO، وهي مادة صلبة قابلة للذوبان في الماء الأبيض. يتكون المركب عن طريق تكثيف الفورمالديهايد مع اليوريا. كل من الايزومرات المتفرعة والخطية موجودة.

## التطبيقات
ثنائي ميثيلين ثلاثي اليوريا هو وسيط في إنتاج راتنجات اليوريا فورمالدهايد. جنبا إلى جنب مع الميثيلين ديوريا، ثنائي ميثيلين ثلاثي اليوريا هو أحد مكونات بعض الأسمدة الخاضعة للرقابة.